# Stazione meteorologica di Suvereto
La stazione meteorologica di Suvereto è la stazione meteorologica relativa alla località di Suvereto.

## Caratteristiche
La stazione meteorologica, gestita dal servizio idrologico regionale facente capo al Compartimento di Pisa, si trova nell'Italia centrale, in Toscana, in provincia di Livorno, nel comune di Suvereto, a 36 metri s.l.m. e alle coordinate geografiche 43°05′N 10°40′E.

## Dati climatologici 1961-1990
In base alla media trentennale di riferimento (1961-1990) per l'Organizzazione Mondiale della Meteorologia, la temperatura media del mese più freddo, gennaio, si attesta ai +8,7 °C; quella del mese più caldo, agosto, è di +24,9 °C.
Le precipitazioni medie annue si attestano a quasi 750 mm, mediamente distribuiti in 80 giorni di pioggia, con minimo in estate e picco massimo in autunno per l'accumulo e in inverno per il numero di giorni piovosi.
| SUVERETO (1961-1990) | Mesi | Mesi | Mesi | Mesi | Mesi | Mesi | Mesi | Mesi | Mesi | Mesi  | Mesi | Mesi | Stagioni | Stagioni | Stagioni | Stagioni | Anno  |
| SUVERETO (1961-1990) | Gen  | Feb  | Mar  | Apr  | Mag  | Giu  | Lug  | Ago  | Set  | Ott   | Nov  | Dic  | Inv      | Pri      | Est      | Aut      | Anno  |
| -------------------- | ---- | ---- | ---- | ---- | ---- | ---- | ---- | ---- | ---- | ----- | ---- | ---- | -------- | -------- | -------- | -------- | ----- |
| T. max. media (°C)   | 13,0 | 14,0 | 16,5 | 19,8 | 24,0 | 28,1 | 31,3 | 31,3 | 28,0 | 23,0  | 17,6 | 14,5 | 13,8     | 20,1     | 30,2     | 22,9     | 21,8  |
| T. min. media (°C)   | 4,4  | 4,7  | 6,4  | 9,0  | 12,0 | 15,7 | 18,3 | 18,5 | 16,5 | 12,9  | 9,2  | 6,2  | 5,1      | 9,1      | 17,5     | 12,9     | 11,2  |
| Precipitazioni (mm)  | 73,7 | 65,0 | 63,4 | 64,6 | 49,7 | 35,6 | 19,5 | 37,7 | 60,4 | 106,2 | 98,0 | 75,1 | 213,8    | 177,7    | 92,8     | 264,6    | 748,9 |
| Giorni di pioggia    | 9    | 8    | 8    | 8    | 6    | 5    | 2    | 4    | 5    | 7     | 9    | 9    | 26       | 22       | 11       | 21       | 80    |

## Temperature estreme mensili dal 1951 ad oggi
Di seguito sono riportati i valori estremi mensili delle temperature massime e minime registrate dal 1951 ad oggi.
In base alle suddette rilevazioni, la temperatura massima assoluta è stata registrata nel luglio 1983 con +42,8 °C, mentre la minima assoluta di -10,1 °C è datata gennaio 1985.
| SUVERETO (1951-2023)  | Mesi         | Mesi        | Mesi        | Mesi        | Mesi        | Mesi        | Mesi        | Mesi        | Mesi        | Mesi        | Mesi        | Mesi        | Stagioni | Stagioni | Stagioni | Stagioni | Anno  |
| SUVERETO (1951-2023)  | Gen          | Feb         | Mar         | Apr         | Mag         | Giu         | Lug         | Ago         | Set         | Ott         | Nov         | Dic         | Inv      | Pri      | Est      | Aut      | Anno  |
| --------------------- | ------------ | ----------- | ----------- | ----------- | ----------- | ----------- | ----------- | ----------- | ----------- | ----------- | ----------- | ----------- | -------- | -------- | -------- | -------- | ----- |
| T. max. assoluta (°C) | 22,9 (2001)  | 24,0 (1990) | 26,0 (1974) | 30,0 (1961) | 35,8 (2022) | 37,7 (2019) | 42,8 (1983) | 40,1 (2017) | 37,8 (1962) | 32,4 (1956) | 26,0 (1972) | 21,5 (1984) | 24,0     | 35,8     | 42,8     | 37,8     | 42,8  |
| T. min. assoluta (°C) | −10,1 (1985) | −7,4 (2018) | −7,0 (1987) | −4,2 (2003) | 1,3 (1962)  | 7,2 (2001)  | 10,4 (1971) | 10,0 (1989) | 5,6 (2001)  | 0,9 (2009)  | −5,1 (1975) | −6,3 (2001) | −10,1    | −7,0     | 7,2      | −5,1     | −10,1 |